# Heteroclinus fasciatus
Heteroclinus fasciatus är en fiskart som först beskrevs av Macleay, 1881.  Heteroclinus fasciatus ingår i släktet Heteroclinus och familjen Clinidae. Inga underarter finns listade i Catalogue of Life.